# Girls' Generation First Japan Tour
Girls' Generation First Japan Tour là DVD và Blu-ray thứ năm của nhóm nhạc nữ Hàn Quốc Girls' Generation, được phát hành vào ngày 14 tháng 12 năm 2011.

## Doanh số
Girls' Generation First Japan Tour đạt vị trí đầu bảng trên các bảng xếp hạng Oricon DVD Hàng ngày, Blu-ray và DVD Music trong ngày đầu tiên phát hành. Hai phiên bản DVD và Blu-ray đã bán được lần lượt 69,000 và 37,000 bản. Girls’ Generation trở thành nghệ sĩ nước ngoài duy nhất đứng đầu cả hai bảng xếp hạng DVD và Blu-ray hàng tuần của Oricon.

## Danh sách bài hát
| STT | Nhan đề                                  | Thời lượng |
| --- | ---------------------------------------- | ---------- |
| 1.  | "Genie"                                  |            |
| 2.  | "you-aholic"                             |            |
| 3.  | "Mr. Taxi"                               |            |
| 4.  | "I'm in Love With the Hero"              |            |
| 5.  | "Let It Rain"                            |            |
| 6.  | "Snowy Wish"                             |            |
| 7.  | "Etude"                                  |            |
| 8.  | "Kissing You"                            |            |
| 9.  | "Oh!"                                    |            |
| 10. | "The Great Escape"                       |            |
| 11. | "Bad Girl"                               |            |
| 12. | "Run Devil Run intro"                    |            |
| 13. | "Run Devil Run (phiên bản tiếng Nhật)"   |            |
| 14. | "Beautiful Stranger"                     |            |
| 15. | "Hoot (phiên bản tiếng Nhật)"            |            |
| 16. | "Complete"                               |            |
| 17. | "My Child"                               |            |
| 18. | "Ice Boy"                                |            |
| 19. | "HaHaHa"                                 |            |
| 20. | "Gee (phiên bản tiếng Nhật)"             |            |
| 21. | "Born to Be Lady"                        |            |
| 22. | "Into the New World"                     |            |
| 23. | "Way to Go"                              |            |
| 24. | "It's Fantastic! (phiên bản tiếng Nhật)" |            |

| First Press Limited Edition | First Press Limited Edition | First Press Limited Edition |
| STT                         | Nhan đề                     | Thời lượng                  |
| --------------------------- | --------------------------- | --------------------------- |
| 25.                         | "Bonus video recording"     |                             |

## Bảng xếp hạng
| Bảng xếp hạng        | Thứ hạng cao nhất |
| -------------------- | ----------------- |
| Oricon DVD Hàng ngày | 1                 |
| Oricon DVD Hàng tuần | 1                 |

## Lịch sử phát hành
| Quốc gia    | Ngày                 | Định dạng        | Hãng đĩa           |
| ----------- | -------------------- | ---------------- | ------------------ |
| Nhật Bản    | 14 tháng 12 năm 2011 | DVD, đĩa Blu-ray | Nayutawave Records |
| Đài Loan    | 27 tháng 4 năm 2012  | DVD              | Universal Music    |
| Hồng Kông   | 27 tháng 4 năm 2012  | DVD              | Universal Music    |
| Thái Lan    | 30 tháng 6 năm 2012  | DVD              | Universal Music    |
| Philippines | 29 tháng 8 năm 2012  | DVD              | MCA Music          |
| Indonesia   | 16 tháng 11 năm 2012 | DVD              | Universal Music    |